# Josefina Valencia Muñoz
Josefina Valencia Muñoz, född 1913, död 1991, var en colombiansk politiker.
Hon är känd för sitt engagemang i rösträttsrörelsen i Colombia. 
Hon utnämndes 1954 av general Gustavo Rojas Pinilla till kommissionen för att utreda införandet av kvinnors rösträtt. De konservativa Josefina Valencia de Hubach och Teresa Santamaría de González (suppleant) och liberalerna Esmeralda Arboleda de Uribe och María Currea de Aya (suppleant) var alla medlemmar i kommissionen.
Hon blev 1954 den första kvinnan i Colombias parlament, 1955 den första kvinnliga guvernören (i Cauca), och 1956 den första kvinnliga utbildningsministern. 